# Trio d'anches
Het Trio d'anches (Frans voor Rietblazerstrio) is een trio voor hobo, klarinet en fagot van de Franse componist Albert Roussel uit 1937 dat onvoltooid is gebleven. Het was de laatste compositie van hem toen hij in 1937 overleed. Er zouden twee delen af zijn. Er is echter maar een deel uitgegeven, een Andante. 
Het zou het vierde Trio zijn geworden van Roussels hand, na zijn eerdere Pianotrio op. 2, het Trio voor fluit, altviool en cello op. 40 en het strijktrio op. 58.
De première op 30 november 1937 werd gespeeld door het Trio d'anches de Paris (ook wel Trio à vents de Paris) bestaande uit Myrtil Morel (hobo), Pierre Lefebvre (klarinet) en Fernand Oubradous, fagot.